# Свято-Миколаївська церква (Кілія)
Свято-Миколаївська церква у місті Кілія — пам'ятка архітектури рідкісного для України типу (напівпідземна церковна споруда).

## Історія

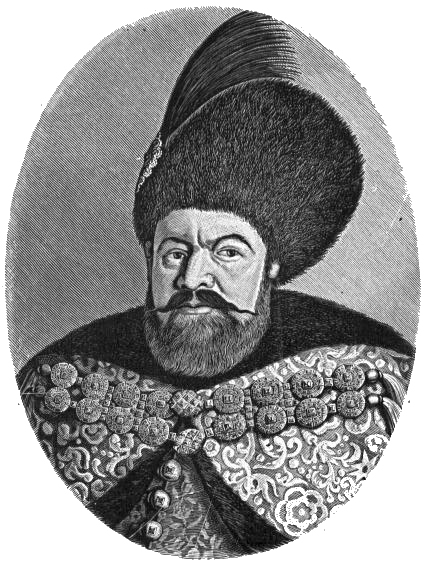
Засновник церкви — Василь Лупул

Церква збудована в місті Кілія, яке в давнину греками називалося — Ахіллея↑ , а генуезцями — Лікостомон .
Згідно з написом, виконаним кирилицею над південним входом, церкву закладено 10 травня 1647 року. За свідченням надпису на кам'яній дошці, яка була вмонтована над дверима при вході в церкву. Церкву заклав молдавський господар Іо Василій Воєвода (1634—1654). Певний час церква була монастирською.
Церква відноситься до малозбереженого типу церков з пониженою підлогою. Вхідні двері церкви були з правої сторони та вели в притвор, з якого чоловіки заходили направо, а жінки з дітьми — наліво, де для них було спеціальне підвищене на один сажень від землі приміщення. Галерея та осокремий вхід для священників були добудовані пізніше. Іконостас в церкві був замінений в 1809 р. Від старого іконостасу в церкві зберігалася дощечка, яка свідчила, що первісний іконостас для церква замовив раб Божий Димитрій, син Іо Притвана.
Проте за народними переказами, зафіксованими у літературі 19 століття, це сталося ще у 1485 році — за наказом молдавського господаря Стефана Великого, в пам'ять про звільнення міста від турків.
Храм неодноразово перебудовувався, тому думки спеціалістів стосовно його датування розходяться. У реєстрі пам'яток час побудови окреслено 1485-1891 роками.

## Архітектура

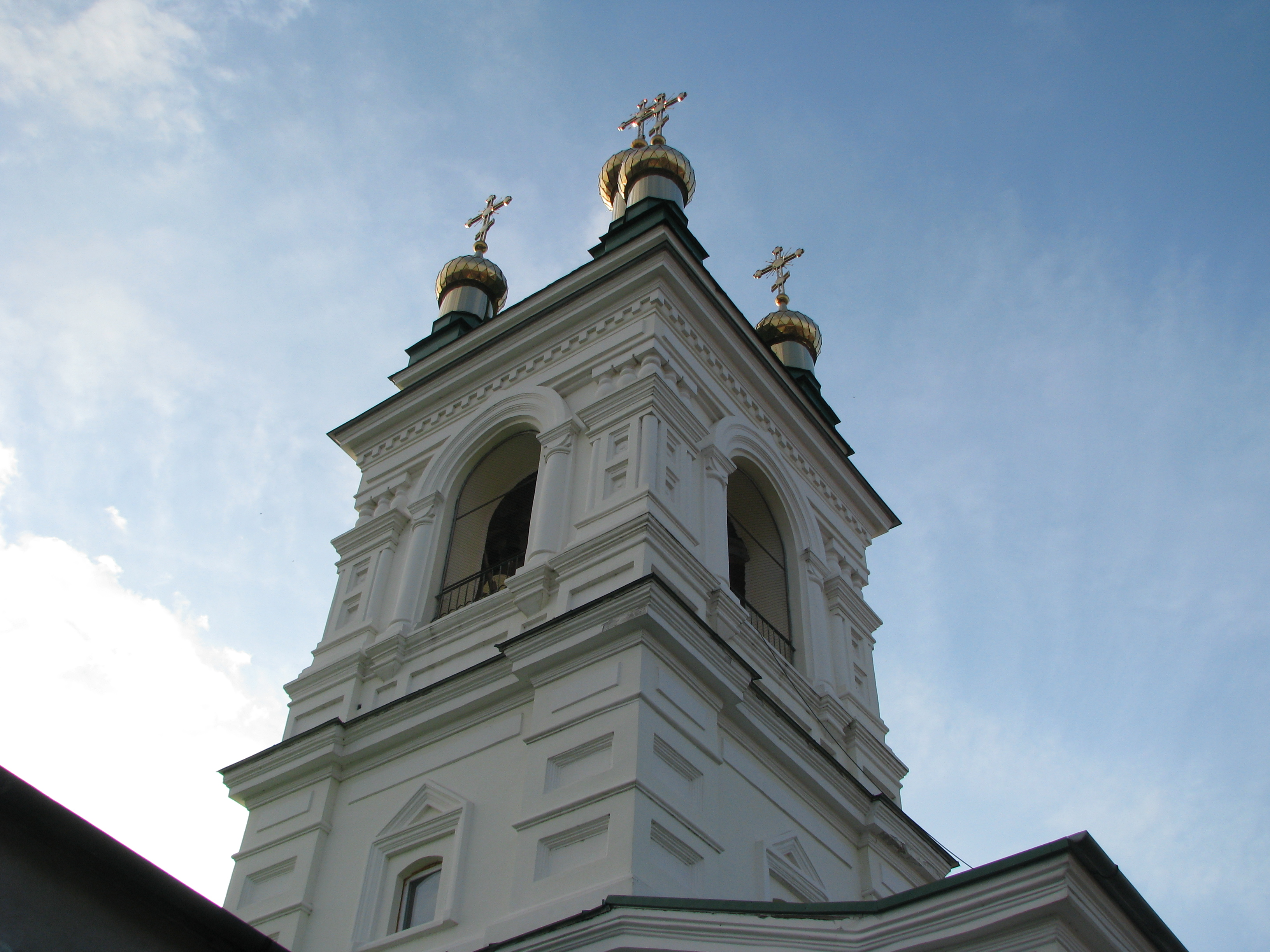
Дзвінниця

### Церква
Споруда зведена з тесаного вапняку, склепіння та підпружні арки — з тонкої цегли-плінфи. Прямокутна в проєкції, з напівкруглою абсидою. Заглиблена на 2,1 м в землю, вниз ведуть сходи з дванадцяти, а ще раніше було більше, сходинок. Перекрита напівциркульним склепінням на підпружних арках, абсида — конхою. Південну стіну укріплено одним контрфорсом, північну — трьома. Притвор прямокутний у плані, з'єднується з основною спорудою сходами з дванадцяти сходинок, перекриття по балках, дерев'яне.

### Дзвіниця
Дзвіниця цегляна, тинькована, триярусна (архітектор Сємєчкін). Нижній ярус прямокутний в проєкції, наступні квадратні завершені шатром, увінчаним банею. Аналогічні бані встановлені по кутах шатра. Декор фасадів стильово походить із російської архітектури 17 століття. Дзвіниця з'єднується з притвором коротким переходом з перекриттям по балках.

## Галерея

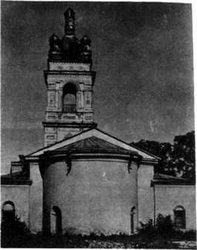
Історична фотографія західного фасаду церкви
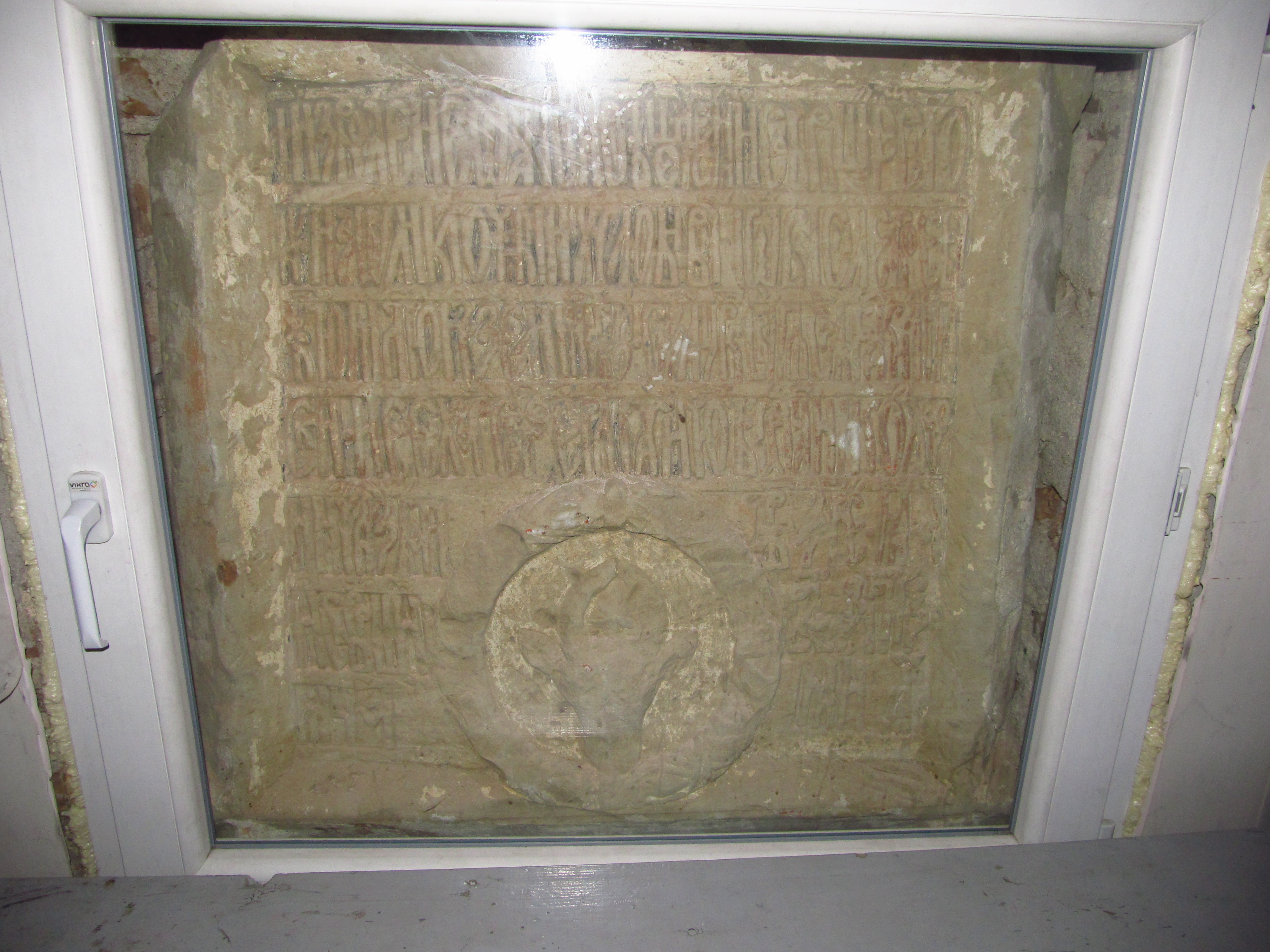
Фундаторська дошка Василія Лупу
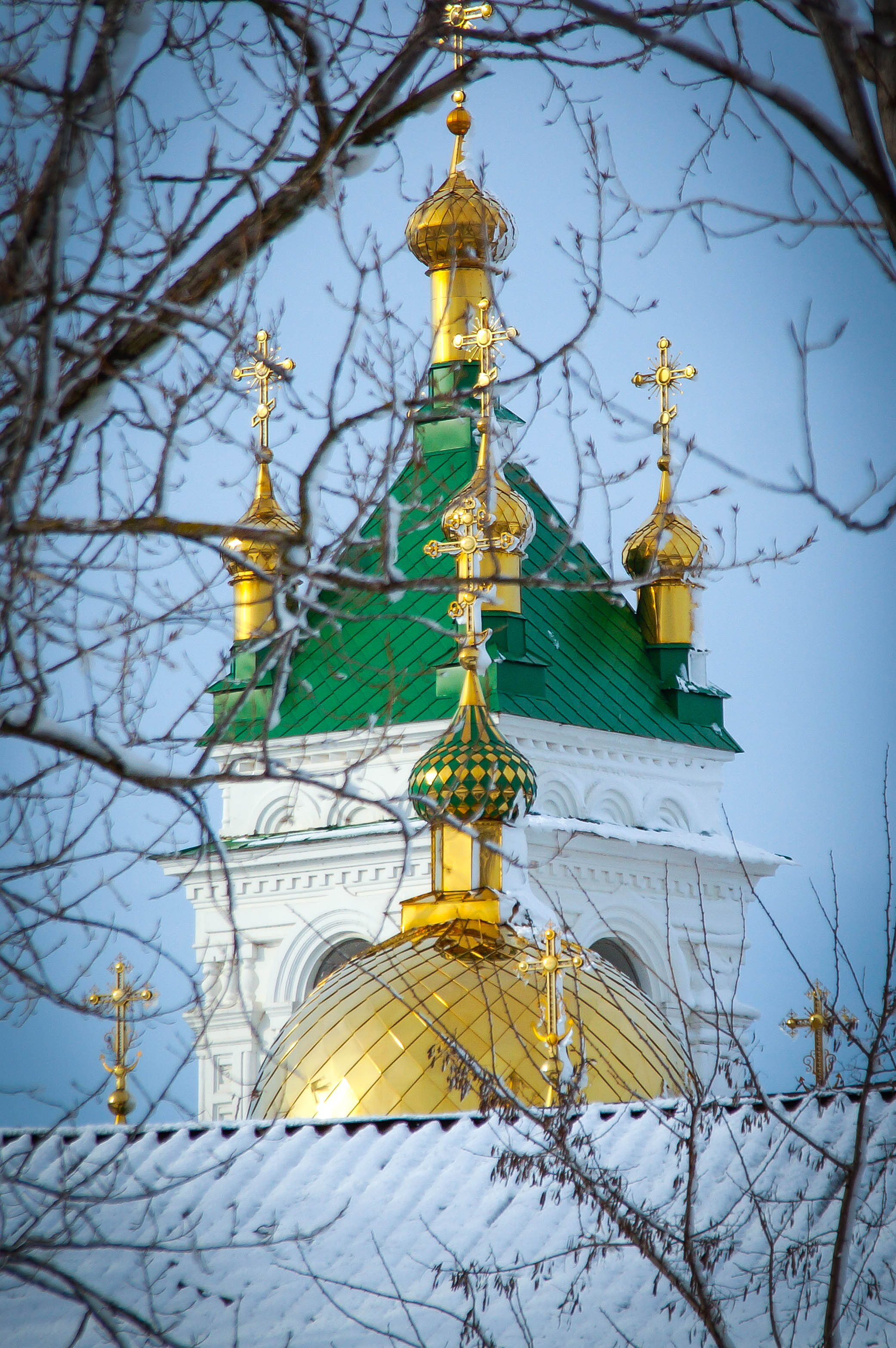
Відновленні купол і дзвіниця
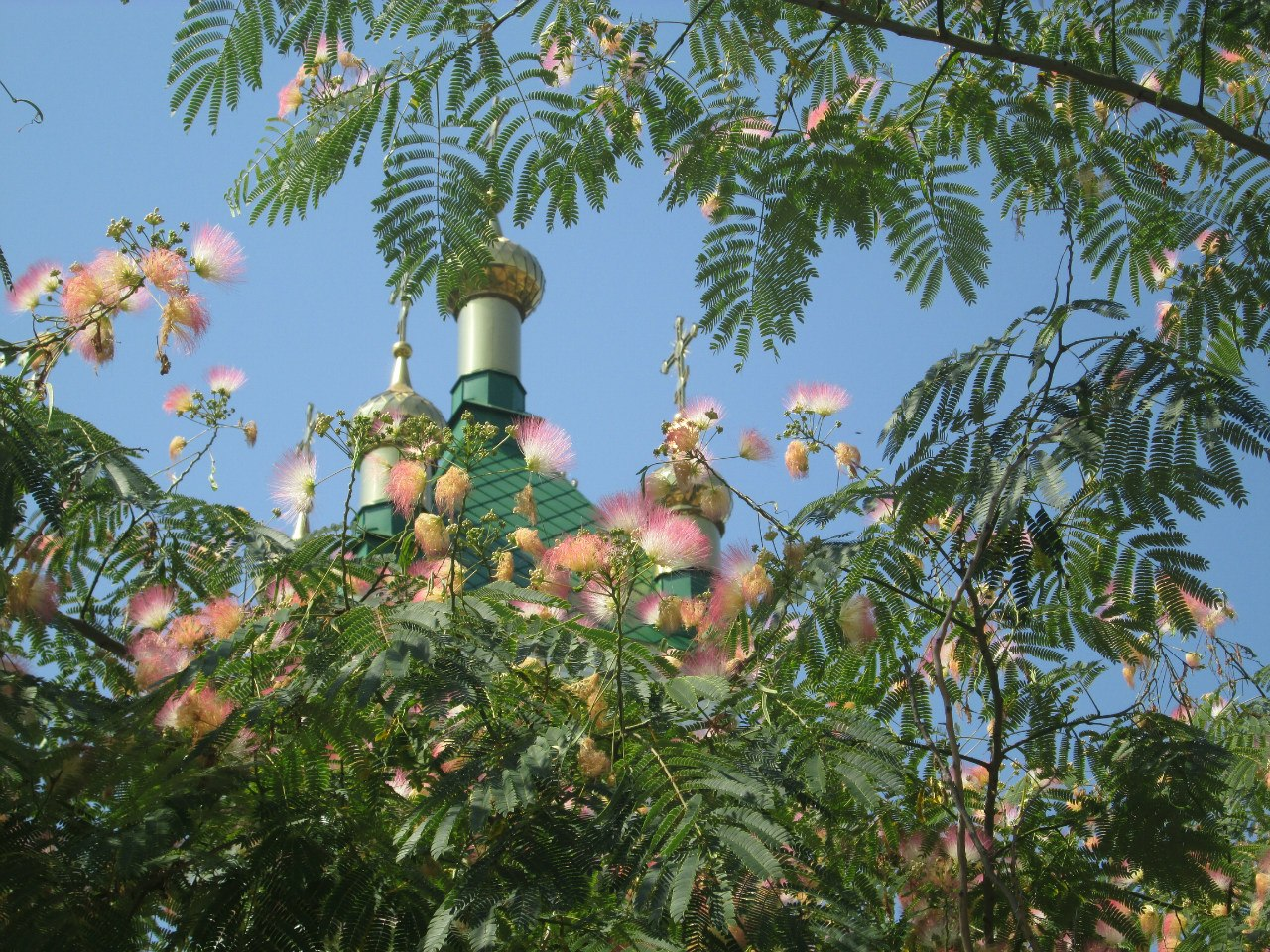
Купол
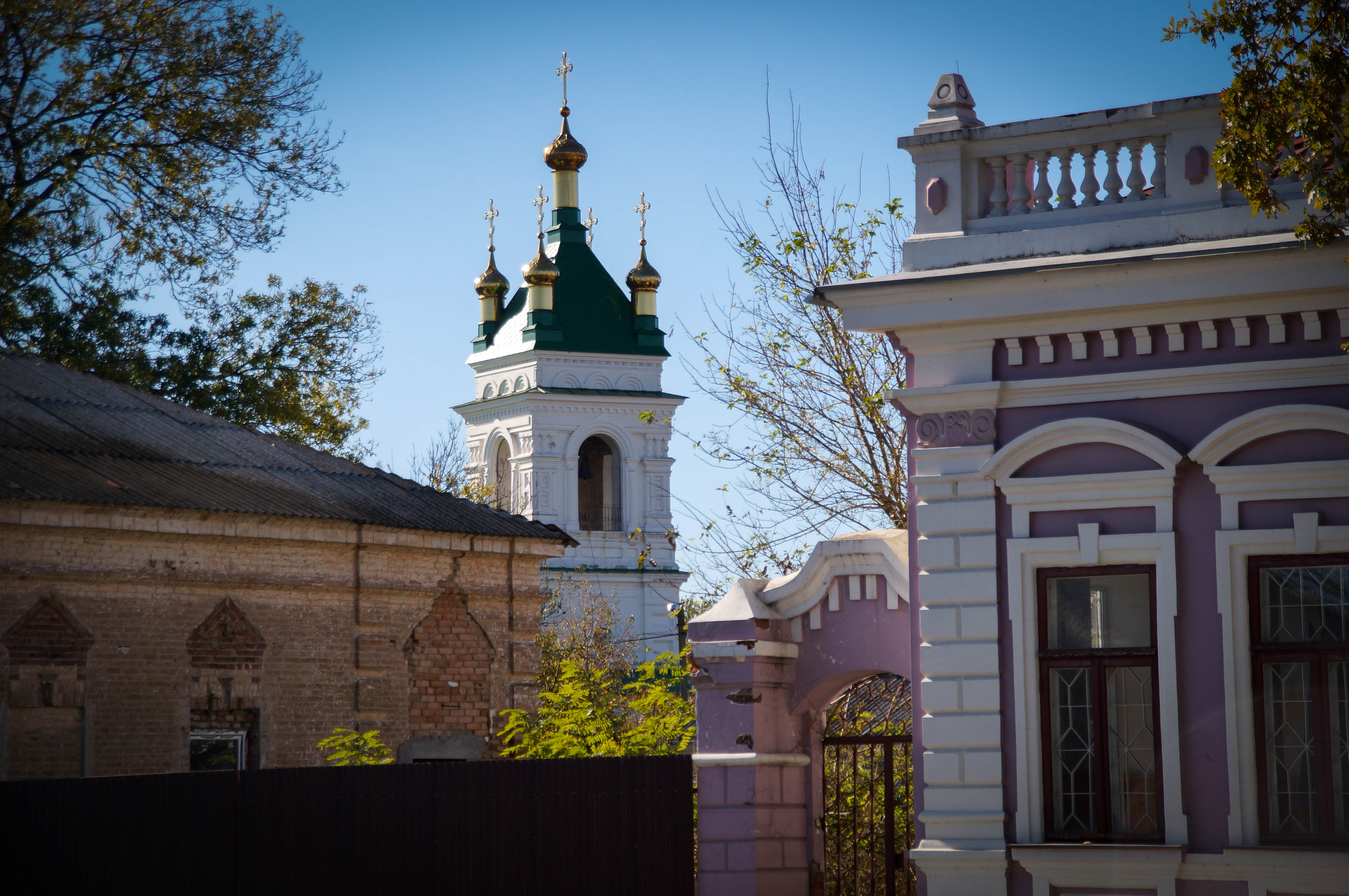
Вигляд на церкву з вул. Миру
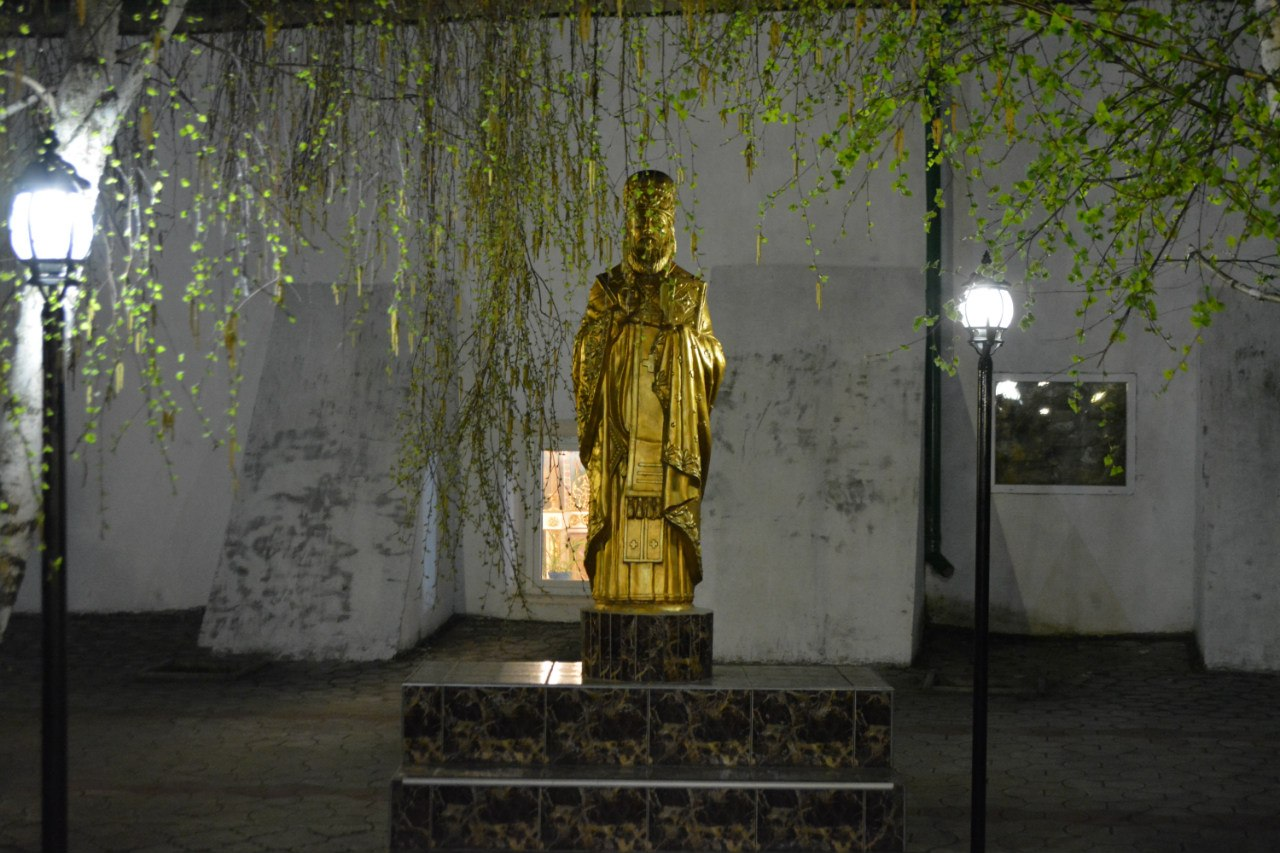
Пам'ятник Св. Миколаю в честь 350-річчя церкви
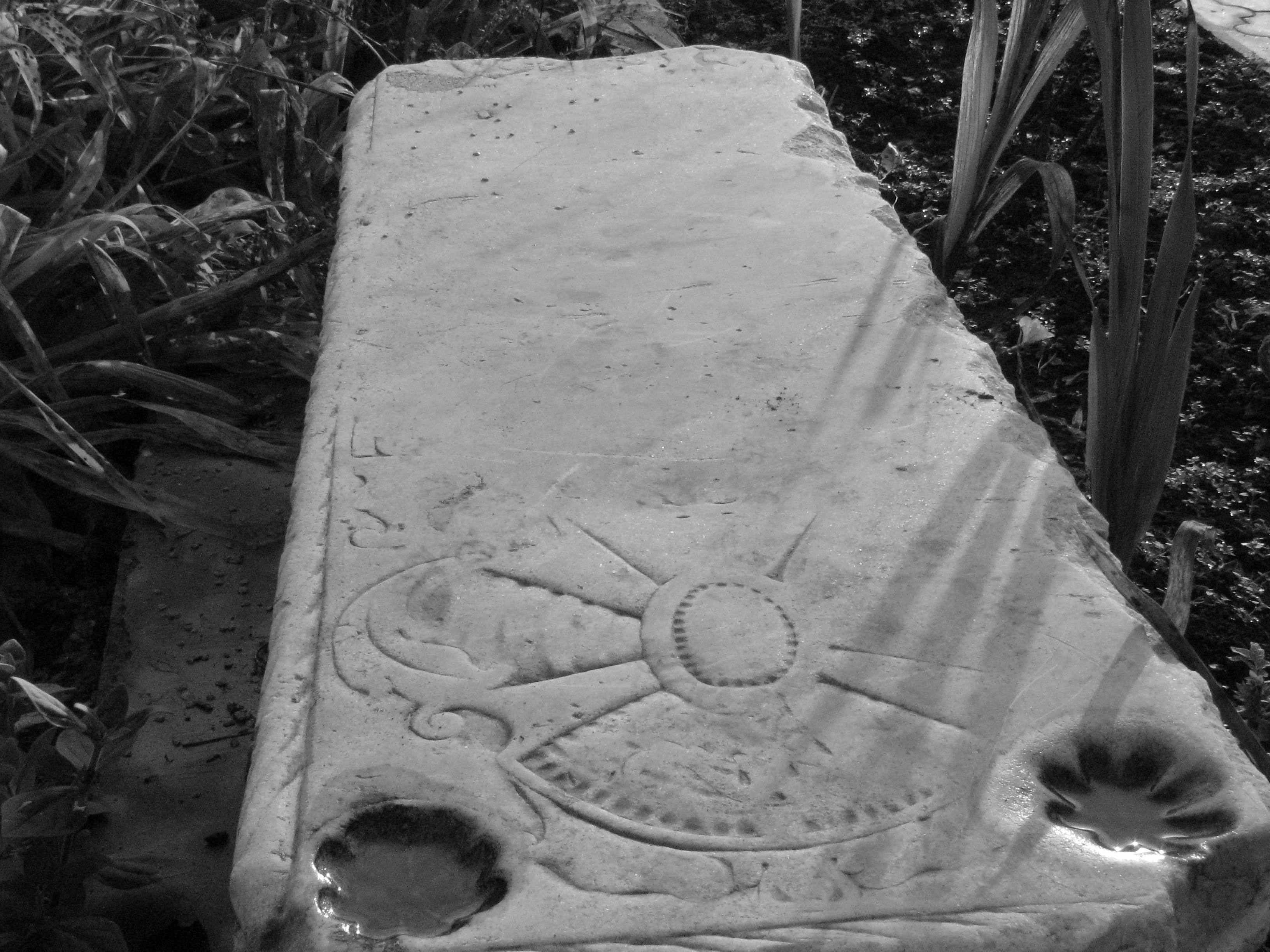
Надгробок вірменського священика Кілії (1653 р.) у дворі церкви
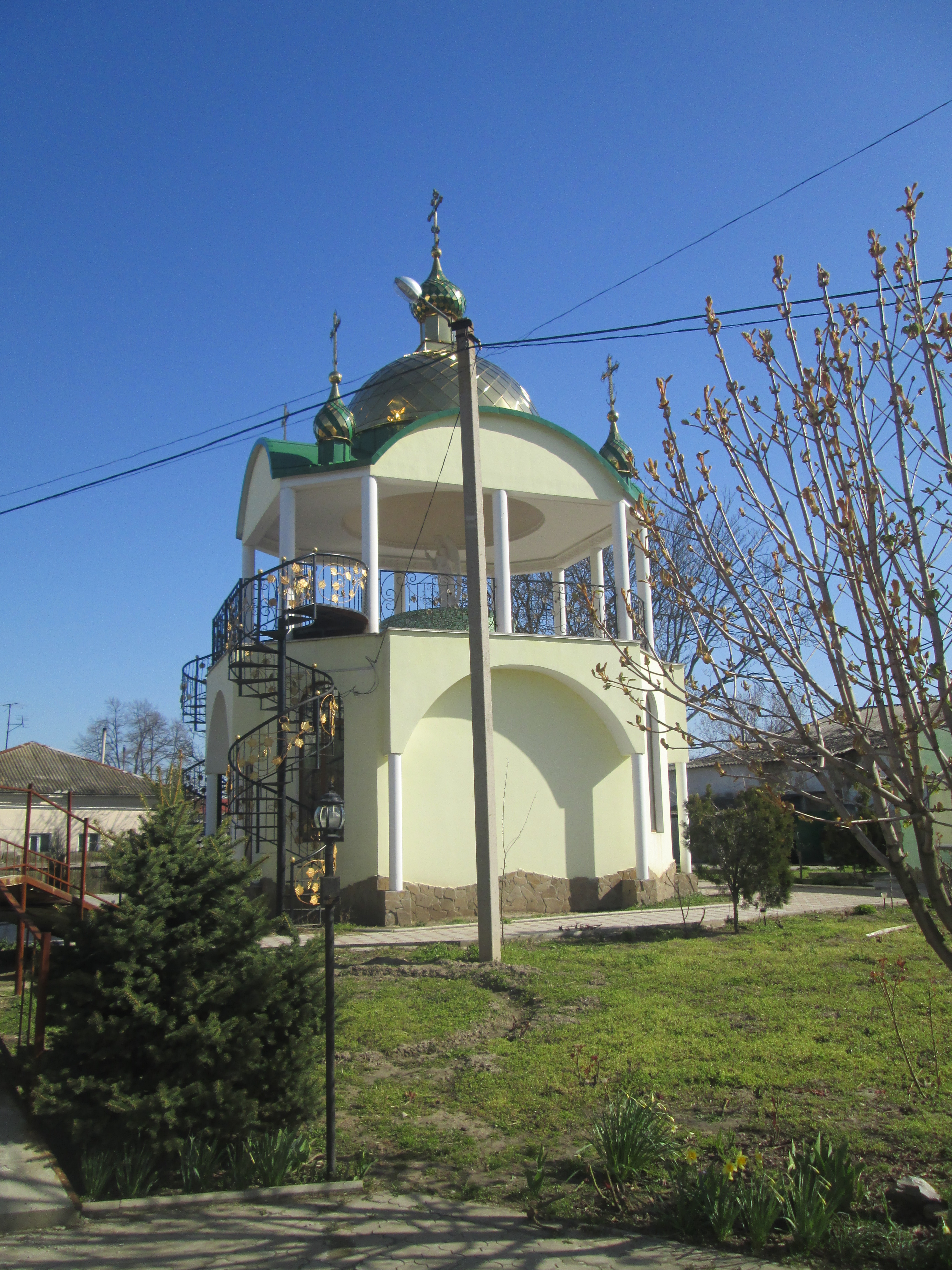
Новозведена хрестильня